# Không gian đối ngẫu (không gian liên hiệp)
Cho X là một không gian định chuẩn. Không gian liên hiệp (hay còn gọi là không gian đối ngẫu) của X, ký hiệu X* là tập hợp tất cả các phiếm hàm tuyến tính liên tục trên X.
Với định nghĩa trên, ta có thể kiểm chứng được rằng X* là một không gian vectơ với các phép toán thông thường. Ngoài ra, với mỗi phần tử f thuộc X*, đặt {\displaystyle \|f\|=\sup _{x\in X,\|x\|=1}|f(x)|}
thì X* trở thành một không gian định chuẩn. Hơn nữa X* còn là không gian Banach.
Vì X* là một không gian định chuẩn nên đến lượt nó cũng có không gian liên hiệp, ký hiệu X** =(X*)* và ta còn gọi X** là không gian đối ngẫu (hay không gian liên hiệp) thứ hai của X.
Về mặt không gian định chuẩn, mối liên hệ giữa X và X* không rõ ràng lắm, trừ trường hợp X có số chiều hữu hạn. Tuy nhiên, mối liên hệ giữa X và X** chặt chẽ hơn: X được xem như là một không gian định chuẩn con của X**. Vì vậy mỗi phần tử x của X, ngoài bản chất là một vectơ thông thường, nó còn là một phiếm hàm tuyến tính liên tục xác định trên không gian "lớn hơn" là X*, theo công thức
{\displaystyle x\in X\Rightarrow x\in X^{**}:\ x(f):=f(x),\ \forall f\in X^{*}.}. Nếu X=X** thì không gian định chuẩn X được gọi là không gian phản xạ.
Bằng cách tương tự, ta có thể định nghĩa không gian đối ngẫu thứ ba, thứ tư,... thứ n của một không gian định chuẩn.